# Aboubakar Soumahoro
Aboubakar Soumahoro (Bétroulilié, 6 giugno 1980) è un sindacalista e politico italiano di origini ivoriane, eletto deputato nella XIX legislatura.

## Biografia
Nasce nel 1980 a Bétroulilié in Costa d’Avorio. L'arrivo in Italia avviene nel 1999, a 19 anni. Si laurea nel 2010 in sociologia all'Università "Federico II" di Napoli con voto 110/110 con una tesi su “Analisi sociale del mercato del lavoro. La condizione dei lavoratori migranti nel mercato del lavoro italiano: persistenze e cambiamenti”.

### Attività sindacale
Soumahoro è tra i fondatori della "Coalizione Internazionale Sans-Papiers, Migranti e Rifugiati" (CISPM). Nel 2012 organizzò insieme ai compagni del CISPM una marcia dei sans-papiers che attraversarono 6 paesi europei senza documenti per chiedere la libertà di circolazione delle persone come già accade per le merci.
È stato inoltre sindacalista del Coordinamento Agricolo del Sindacato dei Lavoratori Intercategoriale (SdL) e poi dell'Unione Sindacale di Base (USB), occupandosi soprattutto della tutela dei diritti dei braccianti, della lotta al caporalato e dello sfruttamento lungo la filiera agricola. All'indomani dell'uccisione di Soumaila Sacko (bracciante e sindacalista USB assassinato in Calabria il 2 giugno 2018, mentre raccoglieva lamiere per costruirsi una baracca di fortuna), ha chiesto e ottenuto dal Governo Conte I la creazione del Tavolo operativo di contrasto al caporalato e allo sfruttamento in agricoltura. Il Tavolo è stato istituito ufficialmente con il decreto del 4 luglio 2019 pubblicato sulla Gazzetta Ufficiale della Repubblica Italiana il 3 settembre 2019 e vede la partecipazione, oltre che del Ministro del lavoro e delle politiche sociali che lo presiede, anche del Ministero dell'interno, del Ministero delle politiche agricole, del Ministero per il Sud e la Coesione territoriale, delle Regioni, di tutte le sigle sindacali e di vari altri attori.
Il 16 giugno 2020 si è incatenato nei pressi di Villa Doria Pamphilj, località degli Stati Generali dell'Economia presieduti da Giuseppe Conte, facendo uno sciopero della fame e della sete con lo scopo di essere ascoltato dal Governo. Dopo diverse ore è riuscito ad essere ascoltato dal Presidente Conte, facendo così richiesta al Governo di una "patente del cibo". Il 5 luglio ha organizzato in piazza San Giovanni, a Roma, gli Stati Popolari degli Invisibili con l'obiettivo di dare loro voce e unire le diverse istanze e vertenze.
Il 27 luglio 2020 Soumahoro ha lasciato l'USB dopo 20 anni di militanza, ma continuando una raccolta fondi per l'emergenza COVID-19 nel settore e lanciare poi il 12 agosto l'APS Lega Braccianti. In questa occasione inaugura nel foggiano, a Borgo Mezzanone, la prima "Casa dei diritti e della dignità Giuseppe Di Vittorio". Nel 2022 alcuni cofondatori della Lega Braccianti, alcuni dei quali usciti da essa in polemica con Soumahoro, lo hanno accusato di scarsa trasparenza nella gestione del conto corrente dell'associazione. La Lega Braccianti (e ancor prima il gruppo di braccianti aderenti all'USB facente capo a Soumahoro) è stata accusata inoltre di svolgere intimidazioni e comportamenti violenti nei confronti di sindacalisti aderenti ad altre sigle, come CISL e FLAI-CGIL. Lo scopo sarebbe stato il tentativo di negare l’accesso ad altre organizzazioni sindacali ai container della baraccopoli foggiana di Torretta Antonacci.
Soumahoro è stato opinionista con la rubrica "Prima gli esseri umani" su L'Espresso e ha avuto un blog personale su HuffPost, nel quale si occupava prevalentemente dei temi connessi con le condizioni dei lavoratori stranieri in Italia.

### Attività politica

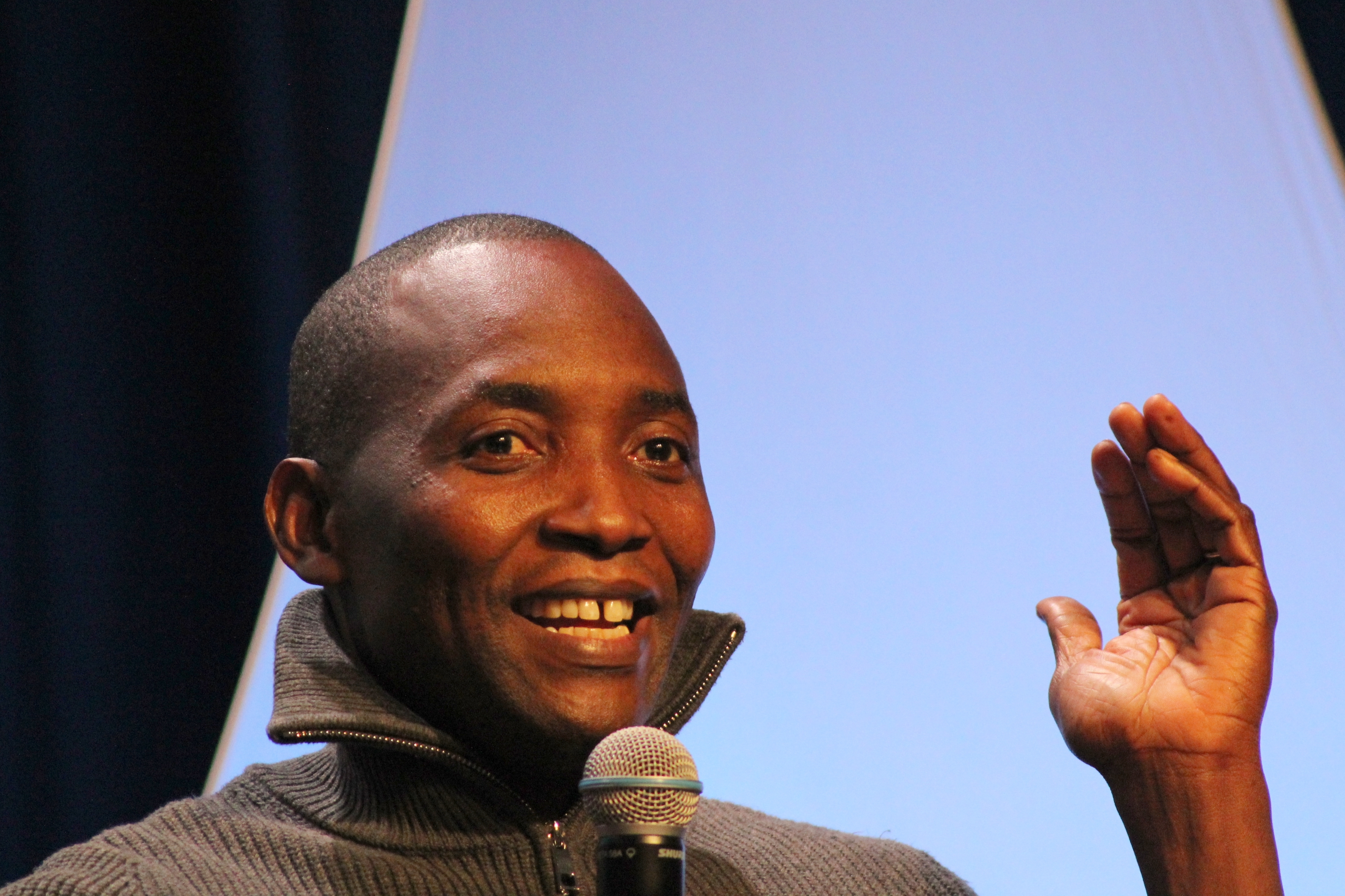
Soumahoro al Forum europeo dell'acqua a La Rochelle nel 2022.

Alle elezioni politiche anticipate del 2022 viene candidato alla Camera dei deputati sia nel collegio uninominale Emilia-Romagna - 04 (Modena), sostenuto dalla coalizione di centro-sinistra, che tra le liste Alleanza Verdi e Sinistra (AVS) in quota Europa Verde da indipendente come capolista nei collegi plurinominali Veneto 1 - 01, Emilia Romagna - 02, Puglia - 02 e Lombardia 1 - 01, ottenendo nell'uninominale il 36,01% dei voti e venendo sconfitto a sorpresa dalla candidata del centro-destra Daniela Dondi (37,44%), mentre grazie alle ulteriori candidature di AVS risulta eletto negli ultimi tre ed in base alla legge elettorale, assegnato a quest'ultimo.
Il 24 novembre 2022, in seguito all'emergere di irregolarità amministrative e successivamente anche all'avvio delle indagini giudiziarie da parte della Procura di Latina per malversazione della suocera Marie Thérèse Mukamitsindo, relative alle attività nella gestione di cooperative di accoglienza migranti da lei dirette e fondate, Soumahoro ha deciso di autosospendersi dal gruppo parlamentare di Alleanza Verdi e Sinistra, per poter chiarire la sua posizione, dichiarando la sua totale estraneità alle vicende. Il 9 gennaio 2023 ha annunciato il suo passaggio al gruppo misto, dichiarandosi amareggiato per non aver avuto, a suo dire, nessun supporto da Verdi-Sinistra. A novembre 2023 moglie e suocera del deputato sono sottoposte agli arresti domiciliari. All'onorevole Soumahoro è applicata un'ammenda di 40 000 euro per illeciti sui fondi elettorali. Soumahoro ribadisce la correttezza del suo operato.
Il 21 maggio 2024 Soumahoro annuncia la nascita di un nuovo movimento politico di sinistra denominato "Italia Plurale", di cui è leader.

## Opere
- Aboubakar Soumahoro, Umanità in rivolta: La nostra lotta per il lavoro e il diritto alla felicità, Feltrinelli, 2019, ISBN 88-071-7355-7. (ISBN ebook: 978885883973)